# Наёмный убийца (фильм)
«Наёмный убийца» (Dip huet seung hung, другое название «Киллер») — кинофильм, боевик режиссёра Джона Ву. Финансирование фильма было проблематичным, в связи с разногласиями Джона Ву и Цуй Харка, начавшимися ещё во время съёмок «Светлого будущего 2». В итоге проблемы были решены при помощи Чоу Юньфата и Дэнни Ли.
Ву хотел снять фильм о чести и долге и о дружбе двух людей, оказавшихся по разную сторону закона.

## Сюжет
Профессиональный киллер Джеффри во время выполнения одного из заданий случайно ослепляет певицу Дженни, выстрелив близко от её лица. В попытке спасти её глаза, он обматывает ей лицо своим белым шарфом. Дженни попадает в больницу, где ей сообщают, что зрение можно вернуть, пересадив роговицу.
Проходит некоторое время. Джеффри сидит в баре, где поёт слепая Дженни, но киллер поначалу не узнаёт её. На улице на Дженни нападает пара хулиганов, но Джеффри спасает от них Дженни и провожает её до дома. Там он видит на вешалке свой шарф, запачканный кровью, и понимает, что виновен в том, что девушка лишилась зрения. Сама Дженни видит слишком плохо и не догадывается о том, кто спас её от нападения.
Джеффри часто навещает Дженни и понимает, что влюбился. Для того, чтобы добыть денег на операцию, он соглашается на последнее дело. Он должен убить босса мафии Ван Дунъюаня (в лицензионном переводе Cinema Prestige — Вонга Ю) во время спортивных соревнований. Полиция подозревает, что Вонг, возможно, будет убит, и посылает в качестве охранников двух полицейских — инспектора Ли Ина (Cinema Prestige — Ли Инга) и сержанта Цзэн Е (Cinema Prestige — Цанга Е). Джеффри приплывает на место соревнований на катере и убивает Вана из снайперской винтовки. Он бросает оружие в воду и уплывает, но Ли и Цзэн бросаются в погоню.
А-Чжуан (Cinema Prestige — А Чжон) спасается от погони на острове, но он уже попал во внимание полиции, и организация, пославшая его, немедленно решает убрать киллера. На Джеффри нападают, начинается перестрелка, в которой принимают участие и подоспевшие Ли с Цзэном. В результате маленькая девочка ранена шальной пулей, и Джеффри отвозит её в местную больницу. Там он сталкивается с инспектором Ли, но, убедившись, что девочка жива, Джеффри благополучно сбегает.
Ли становится просто одержим идеей поймать убийцу. Он узнаёт, что несколько месяцев назад был случай с ослеплённой певицей и похожим киллером. Ли решает, что раз сентиментальный убийца спас девочку на острове, то должен был помочь и этой случайной жертве. Он ожидает прихода Джеффри дома у Дженни, и противники снова замирают, наставив друг на друга пистолеты. Ли представляется Дженни старым другом Джеффри. Он говорит, что в детстве у Джеффри было прозвище «Микки Маус», а у самого Ли — «Дамбо». Джеффри поддерживает игру Ли и сбегает, не забрав Дженни. После его ухода Ли рассказывает правду о личности Микки и о своей.
У себя дома киллер дожидается оплаты за убийство Вана, и к нему приходит Фунг Сэй. Этот человек передавал Джеффри задания в течение многих лет, и убийца уже считал его своим другом. Но Фунг Сэй приходит без денег и, схватив пистолет Джеффри, стреляет, но в пистолете нет патронов. Джеффри защищается от нескольких убийц, пришедших вслед за Сэем, и убивает их. На вопрос Сэя, почему Джеффри не сбежал из города, киллер отвечает, что не получил денег за работу, а это не по правилам мафии. Он оставляет Фунг Сэя в живых и хочет уйти, но Сэй спрашивает, остались ли у Джеффри патроны. Киллер отвечает, что всегда оставляет одну для себя, если дела пойдут плохо, или для врага, если ситуация сложится хорошо. Сэй благодарит Джеффри за то, что тот сохранил его жизнь.
Киллер приходит прямо на базу мафии и становится свидетелем сцены, в которой Фунг Сэй становится на колени перед новым боссом Ван Хаем (Cinema Prestige — Вонг Хоем) и просит отдать Джеффри причитающиеся ему деньги. Убийца завязывает перестрелку и, убив нескольких людей Хая, уезжает. Фунг Сэй едет следом и на обочине дороги между ними происходит горячий спор. Джеффри говорит, что, если Фунг Сэй считает его своим другом, то не должен становится на колени. Сэй заявляет, что честь для него не пустое слово и обещает вернуть Джеффри его деньги. Примирившись, они едут домой к Фунг Сэю.
На другой день с помощью хитрости Джеффри удаётся встретится с Дженни. Пока Сэй прикидывался киллером, Джеффри уходит с Дженни. Сэя арестовал Ли, но ничего не смог ему предъявить. Сэй едет к себе домой, но его начинают преследовать люди Ван Хая и сержант Цзэн. Сэй скрывается, а тяжело раненного Цзэна доставляют в больницу. Там он вскоре умирает, а Ли обещает, что теперь точно арестует Джеффри.
Ли добирается до дома Фунг Сэя и наставляет на Джеффри пистолет, но на дом тут же нападают люди Хая, и противники на время объединяют свои силы. Выбравшись, они едут в церковь, куда обещает прибыть Сей с деньгами, и рассуждают о том, что могли бы стать друзьями. Прибыв на место, они видят, что Дженни почти ослепла и медлить больше нельзя. Джеффри просит Ли в случае смерти отвезти его тело в больницу, чтобы Дженни пересадили его роговицу или, если не выйдет, воспользоваться деньгами.
Тем временем Фунг Сэй требует у Ван Хая деньги Джеффри. Начинается разборка, Сэй убивает нескольких противников, но его обезоруживают и избивают. Ван Хай обзывает Сэя псом и разгневанному мафиози удаётся отнять своё оружие и взять Хая в заложники. На вопрос, остались ли у него патроны, Сэй отвечает, что всегда оставляет один. Он получает деньги и хочет убить Хая, но патронов не оказывается. Тогда Сэй оглушает босса мафии и уезжает. В погоню отправляется вся банда во главе с Хаем.
Сэй приезжает в церковь. Видя избитого друга, Джеффри говорит, что не стоило соваться в логово мафии за деньгами, ведь друзья всегда прощают друг другу долги. Но Сэй говорит, что сделал то, что должен был, и готов умереть, только у него не осталось пули. По щеке киллера стекает слеза и он убивает Фунг Сэя. Вскоре к церкви приезжает вся многочисленная банда и Микки Маус с Дамбо, вооружившись, готовы встречать их.
В итоге этой кровавой перестрелки двое друзей получают множество ран и убивают бессчётное число врагов. Остался только один — Хай, прикрывающийся Дженни. Джеффри напоминает Ли о своей просьбе, и инспектор понимает, что Микки собирается пожертвовать жизнью ради Дженни. Но Джеффри теряет свои глаза от пули Хая. Полностью ослепшая Дженни ползает по земле в поисках любимого, а он замирает, не двигаясь и, по-видимому, умирает. Хай выбегает к окружившим церковь полицейским и сдаётся. Оставшийся в живых инспектор Ли мстит главе мафии за гибель друга.

## В ролях
- Чоу Юньфат — Джеффри / «Микки Маус» (в оригинальной версии — А Цзонг) (в переводе Cinema Prestige — А Чжон)
- Дэнни Ли — Инспектор Ли Ин / «Дамбо» (в переводе Cinema Prestige — Ли Инг)
- Салли Е — Дженни
- Кеннет Цан (Чханг Гонг) — Сержант Цзэн Е (в переводе Cinema Prestige — Цанг Е)
- Чжу Цзян (в титрах — Кон Чу) — Фунг Сэй
- Чэн Куйань (Синг Фуйонь) (в титрах — Фуй-Он Син) — Ван Хай (в переводе Cinema Prestige — Вонг Хой)
- Е Жунцзу (Йип Вингцзоу) (в титрах — Йип Винг Чо) — Ван Дунъюань (в переводе Cinema Prestige — Вонг Ю)

## Влияние фильма
Джон Ву писал сценарий фильма, находясь под влиянием таких режиссёров, как Жан-Пьер Мельвиль и Мартин Скорсезе и, в частности, их фильмов «Самурай» и «Злые улицы». А его «Наёмный убийца», в свою очередь, повлиял на начинающих тогда режиссёров: Люка Бессона, Роберта Родригеса, Квентина Тарантино и Джонни То. Это влияние нетрудно заметить в таких фильмах, как «Леон» и «Никита» Бессона, «Музыкант» и «Отчаянный» Родригеса, «Герои не умирают», «Путь хорошего человека» и «Профессия киллер» То. Кроме того, стилистика «Наёмного убийцы» используются Тарантино в фильмах «Бешеные псы» и «Криминальное чтиво», а также в фильме Тони Скотта «Настоящая любовь».

## Премии и награды
- 1989 — премия Hong Kong Film Award лучшему режиссёру (Джон Ву) и за лучший монтаж (Кун Вин Фан)